# Nahmint Lake
Nahmint Lake är en sjö i Kanada.   Den ligger i provinsen British Columbia, i den sydvästra delen av landet, 3 700 km väster om huvudstaden Ottawa. Nahmint Lake ligger 110 meter över havet. Arean är 7,2 kvadratkilometer. Den sträcker sig 7,1 kilometer i nord-sydlig riktning, och 5,9 kilometer i öst-västlig riktning.
I omgivningarna runt Nahmint Lake växer i huvudsak barrskog. Runt Nahmint Lake är det mycket glesbefolkat, med 3 invånare per kvadratkilometer.